# Gesamtministerium Schieck
Das Gesamtministerium Schieck bildete vom 6. Mai 1930 bis zum 10. März 1933 (seit dem 10. Juli 1930 geschäftsführend) die Landesregierung von Sachsen.

## Abstimmung im Sächsischen Landtag
| Wahlgang                                                                                      | Kandidat                                                                              | Kandidat          | Stimmenanzahl | Anteil | Unterstützer                    | Unterstützer                    | Unterstützer                    | Unterstützer                    | Unterstützer                    | Unterstützer                    | Unterstützer                    | Unterstützer                       |
| --------------------------------------------------------------------------------------------- | ------------------------------------------------------------------------------------- | ----------------- | ------------- | ------ | ------------------------------- | ------------------------------- | ------------------------------- | ------------------------------- | ------------------------------- | ------------------------------- | ------------------------------- | ---------------------------------- |
| 1. Wahlgang                                                                                   |                                                                                       | Walther Schieck   | 46            | 51,1 % |                                 |                                 |                                 |                                 |                                 |                                 |                                 | DVP, WP, DNVP, SLV, DDP, VRP, ASPD |
| 1. Wahlgang                                                                                   |                                                                                       | Hermann Fleißner  | 32            | 35,5 % |                                 |                                 |                                 |                                 |                                 |                                 |                                 | SPD                                |
| 1. Wahlgang                                                                                   |                                                                                       | Rudolf Renner     | 12            | 13,3 % |                                 |                                 |                                 |                                 |                                 |                                 |                                 | KPD                                |
| 1. Wahlgang                                                                                   | Mehrheit bei: 46 (nur Mehrheit der abgegebenen und nicht-leeren Stimmen erforderlich) |                   |               |        |                                 |                                 |                                 |                                 |                                 |                                 |                                 |                                    |
| 1. Wahlgang                                                                                   |                                                                                       | leere Stimmzettel | 5             | 5,2 %  | angekündigt: 5× NSDAP           | angekündigt: 5× NSDAP           | angekündigt: 5× NSDAP           | angekündigt: 5× NSDAP           | angekündigt: 5× NSDAP           | angekündigt: 5× NSDAP           | angekündigt: 5× NSDAP           | angekündigt: 5× NSDAP              |
| 1. Wahlgang                                                                                   |                                                                                       | Nichtteilnahme    | 1             | 1,0 %  | abwesend: Christian Ferkel, SPD | abwesend: Christian Ferkel, SPD | abwesend: Christian Ferkel, SPD | abwesend: Christian Ferkel, SPD | abwesend: Christian Ferkel, SPD | abwesend: Christian Ferkel, SPD | abwesend: Christian Ferkel, SPD | abwesend: Christian Ferkel, SPD    |
| Walther Schieck ist zum Ministerpräsidenten gewählt. Er bildet das Gesamtministerium Schieck. |                                                                                       |                   |               |        |                                 |                                 |                                 |                                 |                                 |                                 |                                 |                                    |

Am 20. Mai 1930 wurde der Landtag mit der Mehrheit der Stimmen von SPD, KPD und NSDAP aufgelöst. Das Gesamtministerium Schieck trat verfassungsgemäß mit der Konstituierung des 5. Landtages am 10. Juli 1930 zurück, blieb aber bis 1933 geschäftsführend im Amt.

## Mitglieder des Gesamtministeriums
| Amt                             | Bild | Name                      | Partei | Partei    |
| ------------------------------- | ---- | ------------------------- | ------ | --------- |
| Ministerpräsident               |      | Walther Schieck           |        | DVP       |
| Volksbildungsminister           |      | Walther Schieck           |        | DVP       |
| Minister des Innern             |      | Friedrich Wilhelm Richter |        | parteilos |
| Arbeits- und Wohlfahrtsminister |      | Friedrich Wilhelm Richter |        | parteilos |
| Finanz- und Wirtschaftsminister |      | Hans R. Hedrich           |        | DDP       |
| Justizminister                  |      | Karl Emil Mannsfeld       |        | parteilos |

## Belege
1. ↑  DFG-Viewer. Abgerufen am 29. Mai 2025.